# Stazione di Musashi-Sunagawa
La stazione di Musashi-Sunagawa (武蔵砂川駅?, Musashi-Sunagawa-eki) è una stazione ferroviaria situata nella città di Tachikawa, nell'area metropolitana di Tokyo, ed è servita dalla linea Seibu Haijima delle Ferrovie Seibu.

## Linee
Ferrovie Seibu
● Linea Seibu Haijima

## Struttura
La stazione si trova su viadotto, ed è dotata di due marciapiedi laterali, con due binari passanti.
| 1 | ● Linea Seibu Haijima | per Hagiyama, Kodaira e Seibu-Shinjuku |
| 2 | ● Linea Seibu Haijima | per Tamagawajōsui e Haijima            |

## Stazioni adiacenti
| «                   | Servizio            | »                   |
| Linea Seibu Haijima | Linea Seibu Haijima | Linea Seibu Haijima |
| ------------------- | ------------------- | ------------------- |
| Tamagawajōsui       | Locale              | Seibu-Tachikawa     |
| Tamagawajōsui       | Semiespresso        | Seibu-Tachikawa     |
| Tamagawajōsui       | Espresso            | Seibu-Tachikawa     |